# Karl Jacobs (Maler)

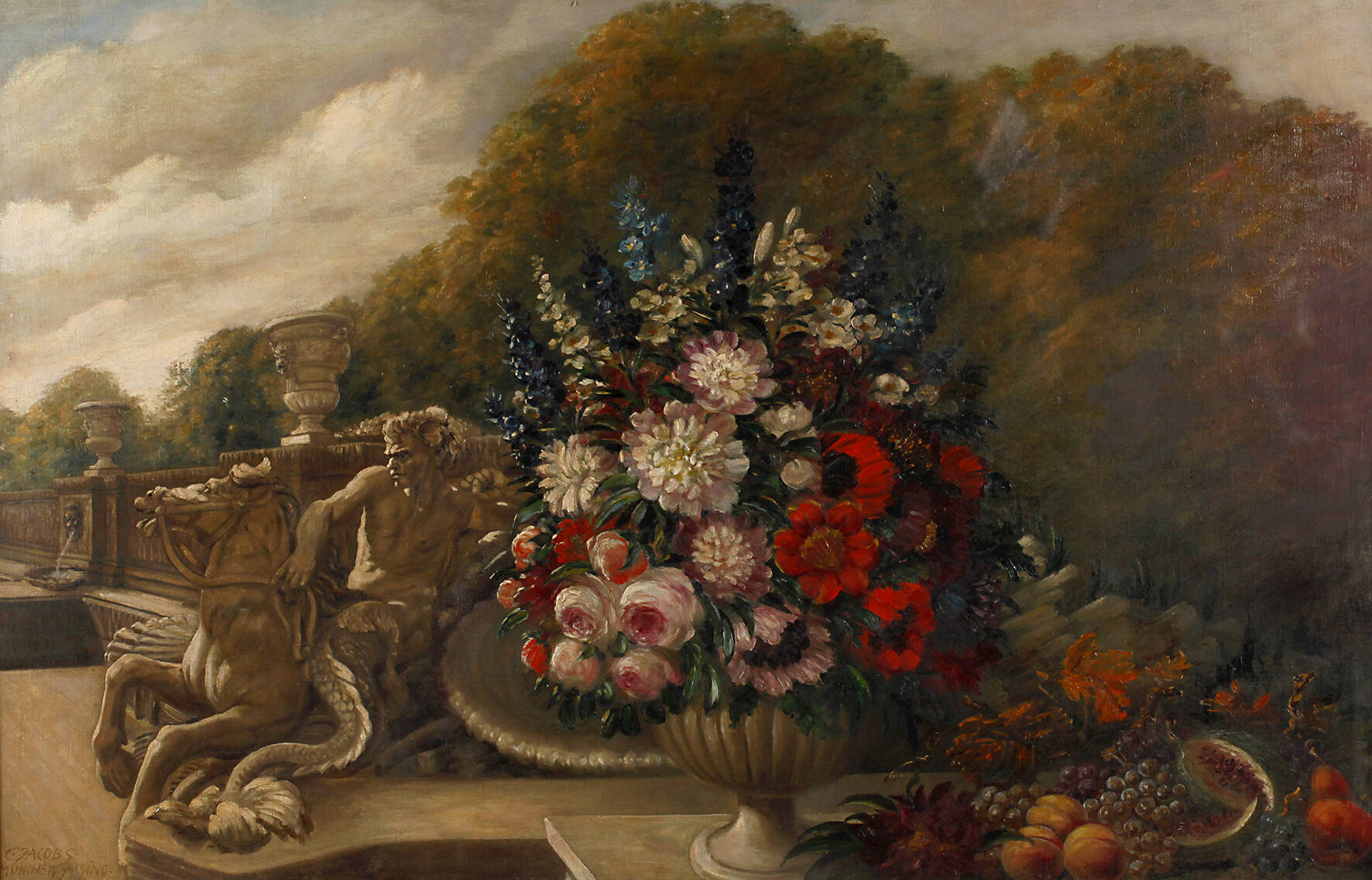
Stillleben im Park, Öl auf Leinwand

Karl Jacobs, auch Carl Albert Jacobs (* 28. April 1864 in Minden, Provinz Westfalen; † 8. Oktober 1951 in München), war ein deutscher Maler und Kunstschriftsteller.

## Leben
Jacobs besuchte die Königliche Kunstgewerbeschule München. Danach trat er als Dekorationsmaler hervor. Als solcher war er Mitinhaber der Firma Jacobs & Kainz. Sein Malergeschäft führte eigene Entwürfe zu dekorativen, figürlichen und ornamentalen Malereien für Schulhäuser, Banken, Kasernen, Hotels, Restaurants, Villen aus, unter anderem in Aichach, Immensee, Karersee, Kaufbeuren, Kempten, Memmingen, Meran, München, Obergünzburg und Bad Reichenhall. Außerdem schuf Jacobs Gemälde, insbesondere Landschafts- und Genredarstellungen sowie Stillleben, in Öl, Aquarell, Gouache und Tempera. Er lebte in Pasing bei München, für eine Weile war er auch in Düsseldorf tätig. Jacobs war Mitglied des Bayerischen Kunstgewerbevereins und des Reichsverbandes bildender Künstler Deutschlands.
In den Jahren 1919 bis 1922 war er auf Ausstellungen im Münchner Glaspalast, 1938, 1940 und 1943 auf der Großen Deutschen Kunstausstellung im Haus der Deutschen Kunst in München vertreten.

## Schriften
- als Autor: Der Dekorationsmaler der Neuzeit. Verlag O. Maier, Ravensburg 1908.
- als Herausgeber: Meisterkurse der Handwerkskammer in Oberbayern. Verlag J. C. C. Bruns, Minden.